# 김성재 (바둑 기사)
김성재(金成宰, 2006년 3월 27일 ~ )는 대한민국의 바둑 기사이다.

## 약력
경상남도 마산 출신으로 8세 경 바둑에 입문하였고, 2019년 전남에서 연구생 생활을 시작했다. 민상연 사범의 바둑 지도를 받았고 2021년 10월에 제13회 지역영재입단대회를 통해 프로바둑에 입단했다. 2022년 제7기 미래의 별 신예최강전 본선 16강과 제10기 하찬석 국수배 영재최강전 32강, 제3기 이붕배 신예 최고위전 64강에 진출했다. 같은해 11월말 2단으로 승단했다.